# École militaire du Bardo

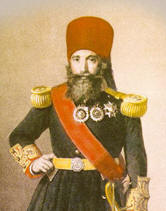
Ahmed Ier Bey, jeune souverain modernisateur, entre l'influence de l'Europe et des tanzimat de l'Empire ottoman.

L'École militaire du Bardo ou École polytechnique du Bardo est une institution d'enseignement supérieur militaire du beylicat de Tunis, fondée en 1837 et fermée en 1868.
Installée au sein du palais du Bardo, dans la banlieue de Tunis, elle est fondée par Ahmed Ier Bey en 1837. La plupart des historiens, dont Ibn Abi Dhiaf, retiennent la date officielle du 5 mars 1840, date du décret beylical et du début des cours.

## Origine
Sous les règnes de Hussein II Bey puis Moustapha Bey, l'influent ministre Chakir Saheb Ettabaâ, conscient de la supériorité militaire de l'Occident et prenant exemple sur les réformes ottomanes des tanzimat, initie déjà des réformes pour moderniser l'État et l'armée. Une école pour former la garde du bey de Tunis existe alors au sein du palais du Bardo. Les instructeurs sont d'anciens officiers européens attirés par l'Orient ou par des salaires plus élevés qu'en Europe. Chakir Saheb Ettabaâ aura une grande influence sur le jeune Ahmed Ier Bey et son plus proche conseiller et beau-frère, Mustapha Khaznadar, qui décident ensemble de donner une existence officielle à l'école.

## Direction et professeurs
Son premier directeur est un officier italien, le colonel Luigi Calligaris, ancien conseiller de l'État ottoman pour les réformes militaires. Il est secondé par le savant moderniste Mahmoud Kabadou, ramené de Constantinople pour l'occasion. Son second directeur est le Français Jean-Baptiste Campenon, remplacé par Ernest de Taverne. La relève de Kabadou est assurée par le cheikh Mohamed Ben Salah. On note la présence du professeur Mohamed Belkhodja pour les cours de littérature et de langue arabes. La majorité des professeurs sont français, italiens et même anglais pour les matières techniques. Ils sont rémunérés par le trésor public tunisien et installés au Palais de la Rose aux frais de l'État. Les principales matières enseignées sont les arts et l'histoire militaires, l'artillerie, la topographie, le français et l'italien, ainsi que la langue et la littérature arabe.

## Étudiants

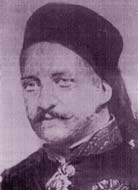
Général Husseïn, mamelouk circassien, ancien de l'école militaire devenu ministre et gendre de Kheireddine Pacha, figure parmi l'élite réformatrice tunisienne du milieu du XIXe siècle.

Les élèves sont d'abord choisis parmi les familles d'anciens dignitaires de la milice turque de Tunis, auxquels se mêlent de jeunes mamelouks des beys de Tunis. À la fin du règne d'Ahmed Ier Bey, on compte parmi les effectifs des enfants du pays, particulièrement de la région du Sahel, avec encore une préférence pour les Tuniso-turcs. L'entrée se fait entre l'âge de 15 et 20 ans, avec une sélection vigoureuse, pour un cursus de six ans d'études permettant d'obtenir le grade de lieutenant (mulazzem) de l'armée beylicale (asker nidhami). Se détachent particulièrement les futurs généraux Rustum et Husseïn, tous deux devenus ministres de Sadok Bey, mais aussi le réformateur Hassouna Ben Mustapha, le général Ahmed Zarrouk ou encore Mohamed Karoui, haut fonctionnaire et journaliste. Les élèves de cette institution figurent parmi l'élite réformatrice du XIXe siècle autour du ministre Kheireddine Pacha.
Les élèves-officiers sortis de la première promotion de 1846 sont :
- Mohamed Ben Hadj Amor (Tunisien d'origine turque), futur traducteur d'ouvrages techniques pour le compte de l'école
- Kacem Ben Ahmed (Tunisien d'origine turque)
- Hassouna Belhaouane (Tunisien d'origine turque)
- Selim Khadhraoui (Tunisien d'origine turque dont le grand-père est un mufti hanéfite)
- Mahmoud Ben Hamza (Tunisien d'origine turque)
- Hassouna Torjmane (Tunisien d'origine turque)
- Ali Turki (Tunisien d'origine turque)
- Bahram (mamelouk du bey, futur général et caïd-gouverneur)
- Osman (mamelouk, futur général, caïd-gouverneur, commandant pendant la guerre de Crimée en 1855)
- Arnaout (Tunisien d'origine turco-albanaise)
- Francis (mamelouk)
- Hayder (mamelouk, futur général, caïd-gouverneur, ministre et gendre du bey)
- Hamda Tarzi (Tunisien d'origine turque)
- Rustum (futur général et ministre, gendre de Kheireddine Pacha)

En 1857, le général Rachid, caïd du Sahel et ancien commandant du corps expéditionnaire tunisien pendant la guerre de Crimée, a l'idée de faire réaliser par les élèves de l'école militaire un atlas des principales villes et villages du Sahel, de la région de Sfax et de Djerba. Cet ouvrage audacieux, premier du genre en Tunisie, est conservé à la Bibliothèque nationale de Tunisie. Pendant plusieurs années, des classes entières se déplacent dans les régions tunisiennes pour prendre des relevés topographiques.

## Réputation

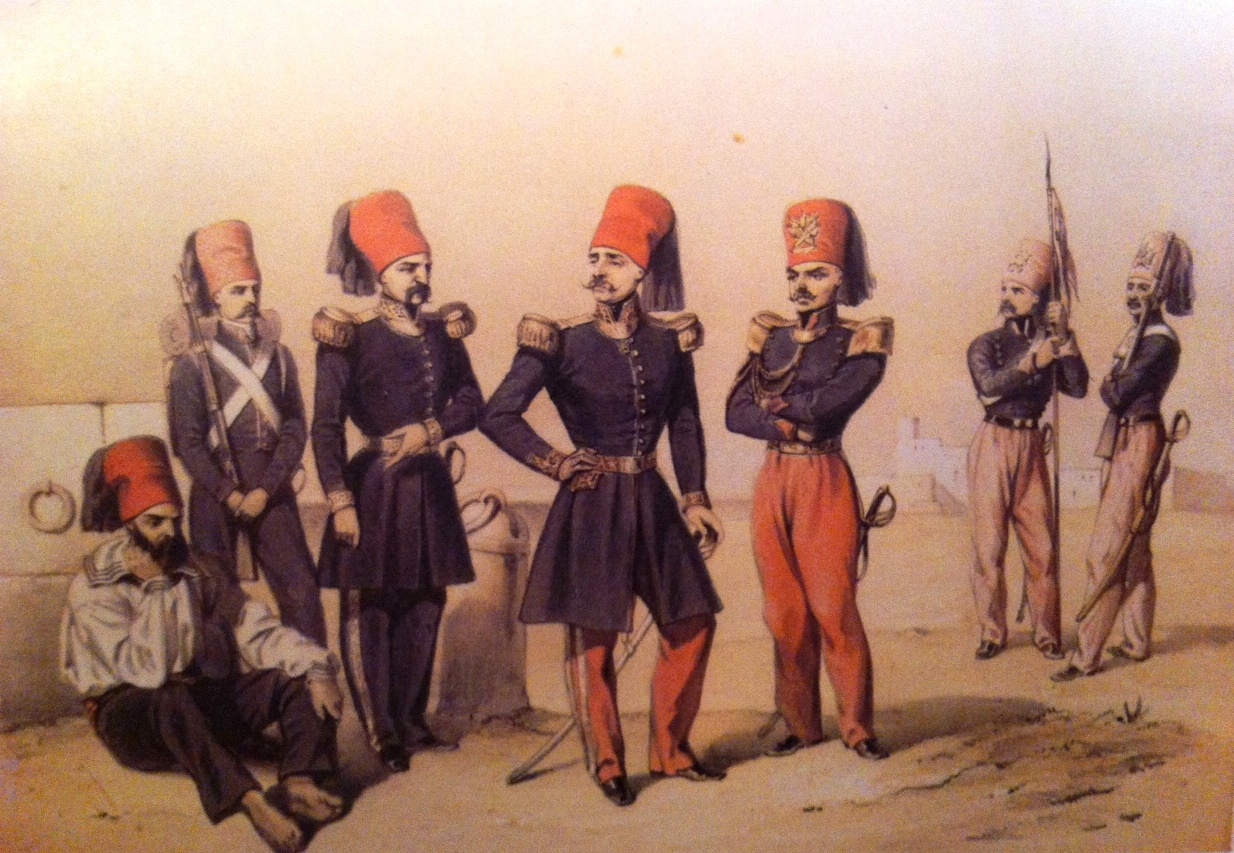
Officiers d'infanterie tunisiens vers 1840, la tenue se compose d'une jaquette bleu foncé ou noire, d'une pantalon rouge garance et du célèbre bonnet tunisien, la chéchia en laine rouge à gland de soie bleu de production locale.

Ibn Abi Dhiaf relate qu'il arrive à Ahmed Ier Bey de faire lui-même des visites d'inspection dans les salles de classe pour vérifier la tenue des lieux, l'habillement des élèves et l'avancement des cours.
En 1842, l'officier suisse Gottfried Scholl visite une caserne au Bardo et « constate en toute objectivité l'état impeccable des lieux et la discipline de leurs occupants, discipline sans défaillance, imposée, contrôlée par un tout jeune lieutenant, dont l'uniforme était porté avec une élégance remarquable et les chaussures d'un brillant éclatant ».

## Faits d'armes d'élèves
Lors de la conquête de la Tunisie en 1881, l'officier Sassi Souillem, originaire de Kalâa Kebira, ancien élève de l'école et vétéran de la guerre de Crimée, rassemble quelques anciens camarades officiers ; ils prennent la tête de 400 cavaliers de l'armée régulière, les spahis, et d'un millier de fantassins, appuyés par des contingents des tribus Zlass et Riah, pour couper la route à la colonne française du colonel Frédéric Corréard près d'Hammamet. Le choc a lieu dans la nuit du 28 au 29 août à la bataille d'El Arbaïn, au sud-ouest d'Hammamet. Les forces françaises, pourtant équipées d'une artillerie et de fusils perfectionnés, se replient sur Hammam Lif, laissant des pertes importantes, ainsi qu'armes et bagages. Souillem meurt, atteint d'une balle en pleine tête. Le commandant Bordier témoigne qu'il faudra l'intervention de plusieurs régiments et de la marine militaire pour prendre Hammamet où se sont retranchés les résistants.

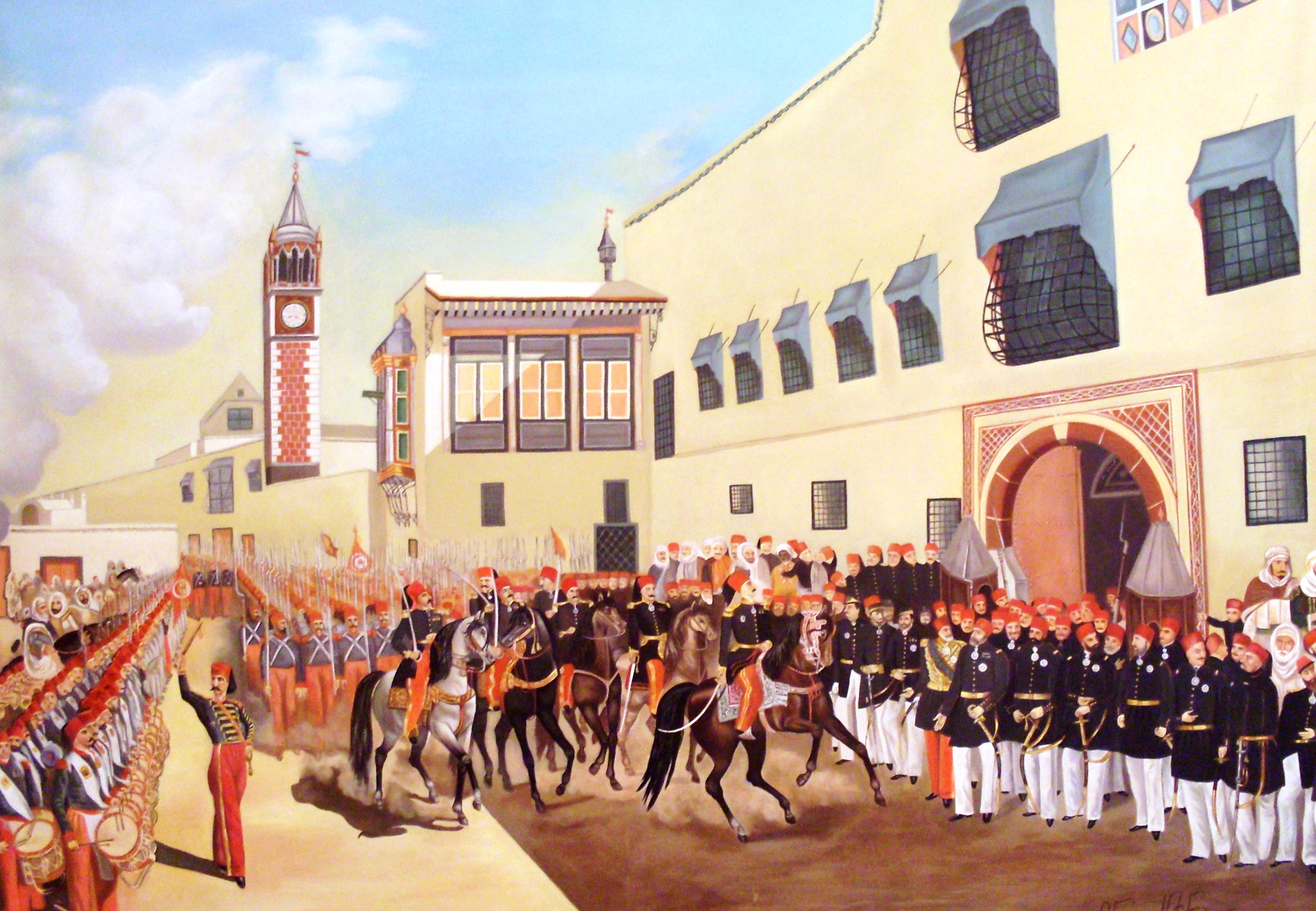
Défilé du contingent tunisien de la guerre de Crimée (1855), commandé en majorité par des officiers issus de l'École militaire du Bardo.

Lors de la guerre de Crimée, l'infanterie et l'artillerie tunisienne, sous le commandement d'officiers de l'École militaire du Bardo, dont le général Rachid, ont la charge de défendre trois des quatre redoutes autour de la ville de Sébastopol. Ils s'illustrent particulièrement durant la bataille de Balaklava, le 25 octobre 1854, avec la charge de trois bataillons d'infanterie des armées russes d'Azov et du Dniepr. Le général russe Pavel Liprandi affirme que lors de l'entrée de ses troupes dans les redoutes, ils découvrent les traces de combats et d'une résistance acharnée.

## Fermeture sur fond de crise financière
L'école est fermée sur ordre de Sadok Bey en 1868 en raison de son coût de fonctionnement important, à l'initiative de Mustapha Khaznadar et sous la pression des consuls européens, dans le contexte de la crise financière des années 1860. Les meubles, la bibliothèque ainsi que les professeurs sont intégrés quelques années plus tard à la nouvelle institution moderne fondée par Kheireddine Pacha en 1875, le Collège Sadiki. D'ailleurs, les trois premiers dirigeants du collège sont Mohamed Larbi Zarrouk et les généraux Skander et Baraket, tous des anciens de l'école militaire.